# Régimes multilatéraux de contrôle des exportations
Les régimes multilatéraux de contrôle des exportations (ou RMCE) sont nés de la volonté des principaux États producteurs et exportateurs d'armements et de technologies à double usage, d'une part, d'harmoniser leurs politiques d'exportations de ces biens et, d'autre part, de compenser les lacunes des traités internationaux en la matière. L'objectif ultime de ces RMCE est donc d'empêcher la prolifération incontrôlée de ces biens.
En pratique, les RMCE sont des réunions informelles et volontaires d'États qui définissent une politique commune de contrôle des exportations de biens et technologies afin de prévenir et d'empêcher leur prolifération incontrôlée. Étant donné la nature informelle de ces groupes, les politiques ainsi établies ne sont pas juridiquement contraignantes mais uniquement politiquement contraignantes pour les États-membres.
À l'heure actuelle, il existe cinq RMCE ayant pour objectif la régulation de la prolifération :
- des armes nucléaires (le Comité Zangger et le Groupe des fournisseurs nucléaires) ;
- des armes biologiques et chimiques (le Groupe Australie) ;
- des missiles, drones et technologies liées (le Régime de contrôle de la technologie des missiles) ;
- et des armes conventionnelles et des technologies à double usage (l’Arrangement de Wassenaar).

## Adhésion
| État                  | Comité Zangger | Groupe des fournisseurs nucléaires | Groupe Australie | Régime de contrôle de la technologie des missiles | Arrangement de Wassenaar |
| Afrique du Sud        | Oui            | Oui                                |                  | Oui                                               | Oui                      |
| Allemagne             | Oui            | Oui                                | Oui              | Oui                                               | Oui                      |
| Argentine             | Oui            | Oui                                | Oui              | Oui                                               | Oui                      |
| Australie             | Oui            | Oui                                | Oui              | Oui                                               | Oui                      |
| Autriche              | Oui            | Oui                                | Oui              | Oui                                               | Oui                      |
| Belgique              | Oui            | Oui                                | Oui              | Oui                                               | Oui                      |
| Biélorussie           |                | Oui                                |                  |                                                   |                          |
| Brésil                |                | Oui                                |                  | Oui                                               |                          |
| Bulgarie              | Oui            | Oui                                |                  | Oui                                               | Oui                      |
| Canada                | Oui            | Oui                                | Oui              | Oui                                               | Oui                      |
| Chine                 | Oui            | Oui                                |                  |                                                   |                          |
| Chypre                |                | Oui                                | Oui              |                                                   |                          |
| Commission européenne | Observatrice   | Observatrice                       | Oui              |                                                   |                          |
| Corée du Sud          | Oui            | Oui                                | Oui              | Oui                                               | Oui                      |
| Croatie               | Oui            | Oui                                | Oui              |                                                   | Oui                      |
| Danemark              | Oui            | Oui                                | Oui              | Oui                                               | Oui                      |
| Espagne               | Oui            | Oui                                | Oui              | Oui                                               | Oui                      |
| Estonie               |                | Oui                                | Oui              |                                                   | Oui                      |
| États-Unis            | Oui            | Oui                                | Oui              | Oui                                               | Oui                      |
| Finlande              | Oui            | Oui                                | Oui              | Oui                                               | Oui                      |
| France                | Oui            | Oui                                | Oui              | Oui                                               | Oui                      |
| Grèce                 | Oui            | Oui                                | Oui              | Oui                                               | Oui                      |
| Hongrie               | Oui            | Oui                                | Oui              | Oui                                               | Oui                      |
| Irlande               | Oui            | Oui                                | Oui              | Oui                                               | Oui                      |
| Islande               |                |                                    | Oui              | Oui                                               |                          |
| Italie                | Oui            | Oui                                | Oui              | Oui                                               | Oui                      |
| Japon                 | Oui            | Oui                                | Oui              | Oui                                               | Oui                      |
| Kazakhstan            |                | Oui                                |                  |                                                   |                          |
| Lettonie              |                | Oui                                | Oui              |                                                   | Oui                      |
| Lituanie              |                | Oui                                | Oui              |                                                   | Oui                      |
| Luxembourg            | Oui            | Oui                                | Oui              | Oui                                               | Oui                      |
| Malte                 |                | Oui                                | Oui              |                                                   | Oui                      |
| Norvège               |                | Oui                                | Oui              | Oui                                               | Oui                      |
| Nouvelle-Zélande      | Oui            | Oui                                | Oui              | Oui                                               | Oui                      |
| Pays-Bas              | Oui            | Oui                                | Oui              | Oui                                               | Oui                      |
| Pologne               | Oui            | Oui                                | Oui              | Oui                                               | Oui                      |
| Portugal              | Oui            | Oui                                | Oui              | Oui                                               | Oui                      |
| Roumanie              | Oui            | Oui                                | Oui              |                                                   | Oui                      |
| Royaume-Uni           | Oui            | Oui                                | Oui              | Oui                                               | Oui                      |
| Russie                | Oui            | Oui                                |                  | Oui                                               | Oui                      |
| Slovaquie             | Oui            | Oui                                | Oui              |                                                   | Oui                      |
| Slovénie              | Oui            |                                    | Oui              |                                                   | Oui                      |
| Suède                 | Oui            | Oui                                | Oui              | Oui                                               | Oui                      |
| Suisse                | Oui            | Oui                                | Oui              | Oui                                               | Oui                      |
| République tchèque    | Oui            | Oui                                | Oui              |                                                   | Oui                      |
| Turquie               | Oui            | Oui                                | Oui              | Oui                                               |                          |
| Ukraine               | Oui            | Oui                                | Oui              | Oui                                               | Oui                      |
| Nombre de membres     | 36             | 45                                 | 39               | 34                                                | 40                       |

Les 26 pays suivants siègent dans les 5 RMCE : l'Allemagne, l'Argentine, l'Australie, l'Autriche, la Belgique, le Canada, la Corée du Sud, le Danemark, l'Espagne, les États-Unis, la Finlande, la France, la Grèce, la Hongrie, l'Irlande, l'Italie, le Japon, le Luxembourg, la Nouvelle-Zélande, les Pays-Bas, la Pologne, le Portugal, le Royaume-Uni, la Suède, la Suisse et l'Ukraine.